# Most Dr. Edvarda Beneše (Ústí nad Labem)
Most Dr. E. Beneše (německy 1936-1938: Dr.-Edvard-Beneš-Brücke) byl postaven v letech 1934–1936 přes řeku Labe v Ústí nad Labem. Spojuje nynější městské části Ústí nad Labem-město a Ústí nad Labem-Střekov. Byl nazván podle druhého československého prezidenta Edvarda Beneše. Je určen silniční dopravě a pěším.

## Historie
O stavbě druhého ústeckého mostu (tehdy stál již železniční most) se poprvé uvažovalo roku 1908. K této otázce se však město znovu vrátilo až roku 1926. V roce 1928 dokončil inženýr Josef Melan projekt mostu, ale ministerstvo práce ho schválilo až na jaře 1931 a teprve 1. července 1931 byla vypsána soutěž pro dodavatele na definitivní provedení mostu – mezi 14 nabídkami, které byly doručeny do 4. září 1931, byly možnosti ocelového i železobetonového mostu. Výběrová komise se přiklonila k variantě dražšího, zato trvanlivějšího mostu ocelového. V květnu 1932 komise vybrala dodavatele stavby mostního spodku (pilířů) i svršku (nosné konstrukce, vozovka, vybavení aj.), protože však mezi nimi byli i zahraniční dodavatelé, ministerstvo práce tento výběr nepovolilo provést a v březnu 1933 byla vypsána nová soutěž, kterou vyhrály společnosti se sídlem v Československu.
19. ledna 1934 bylo předáno staveniště mostu dodavatelům, 26. března 1934 se začalo s hloubením základů pro pilíř na střekovské straně (dokončeno 18. června v hloubce cca 10 m pod hladinou Labe) a 13. srpna na ústecké straně. V létě 1934 také došlo k základním úpravám ústeckého předmostí, od května 1935 do jara 1936 byl postupně prorážen železniční násep a nahrazován ocelovým viaduktem – tyto práce byly komplikované tím, že jednak železniční správa trvala na stálé provozuschopnosti alespoň jedné koleje, jednak silniční správa požadovala vysokou světlost viaduktu a protichůdně k tomu odolnost proti zaplavení při povodni. Od května do září 1935 byla montována nosná konstrukce (klenba, podélníky, příčníky a sloupy) mostu, vzápětí se započalo s prací na železobetonové dece mostovky. Na jaře 1936 byla dokončena hrubá stavba a začalo se s dokončovacími pracemi (tramvajové kolejiště, elektroinstalace, zábradlí aj.), 27. června 1936 byla provedena zatěžovací zkouška a 9. srpna 1936 byl most slavnostně předán do užívání veřejnosti. Celkové finanční náklady byly spočteny na přibližně 15,7 milionu Kč.
Dřevěná dlažba z borových, olejem impregnovaných špalíků bývala jedním z typických znaků jeho vozovky. Tato dlažba sice byla lehká a zbytečně nezatěžovala nosnou konstrukci, ovšem za mokrého počasí byla velmi kluzká a nebezpečná pro chodce i automobily. Přesto vydržela na místě přes 30 let a až poté, co byla v roce 1968 zrušena tramvajová doprava přes most, byla nahrazena živičným povrchem.
Most sloužil pro pěší, automobily a také pro tramvajové linky na Střekov, přičemž na něm bylo vybíráno mýtné až do podzimu 1938, kdy bylo československé pohraničí odstoupeno Německu a nacistická správa města rozhodla politickým krokem o zrušení mýta. V roce 1938 byl také most přejmenován na Hermann-Göring-Brücke. Na konci války ho německá armáda připravila k odpalu, ale německý voják Josef Patz výbušniny svévolně odstranil. Po válce bylo mostu vráceno původní jméno. Během 31. července 1945 se z části i na mostě odehrál tzv. ústecký masakr (31. července 2005 byla na most umístěna pamětní deska, která tuto událost připomíná). V letech 1952 až 1990 nesl most jméno po řeckém hrdinovi komunistického odboje Nikosi Belojannisovi.
S ohledem na špatný technický stav mostu bylo naplánováno jeho postupné uzavření za účelem provedení rozsáhlých oprav v letech 2024-2026. 28. října 2022 byl uzavřen pro linky MHD, které prozatímně jezdí přes Mariánský most. V dubnu 2024 se začala na Střekovském nábřeží stavět provizorní lávka pro pěší jako náhrada za následné uzavření mostu a jeho pěší části, rovněž i pro převedení inženýrských sítí.
Dne 25. dubna 2025 byl most zcela uzavřen, přičemž byla započata jeho rekonstrukce, která má být dokončena do 31. března 2027.

## Změny pojmenování
- 1936–1938: Most Dr. Edvarda Beneše / Dr.-Edvard-Beneš-Brücke (Edvard Beneš)
- 1938–1945: Hermann-Göring-Brücke (Hermann Göring)
- 1945–1952: Most Dr. Edvarda Beneše
- 1952–1990: Most Nikose Belojannise (Nikos Belojannis)
- od 1990: Most Dr. Edvarda Beneše

## Galerie

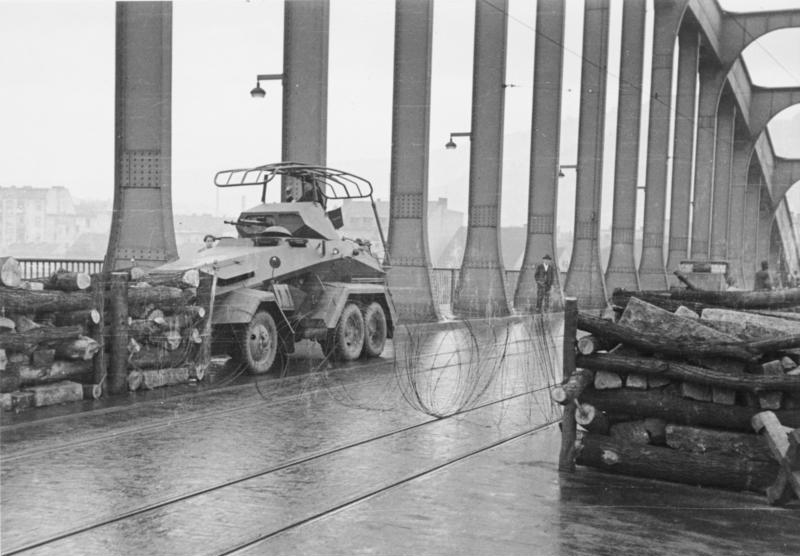
Zátarasy na mostě Edvarda Beneše 9. října 1938, několik dní po odstoupení města Německu
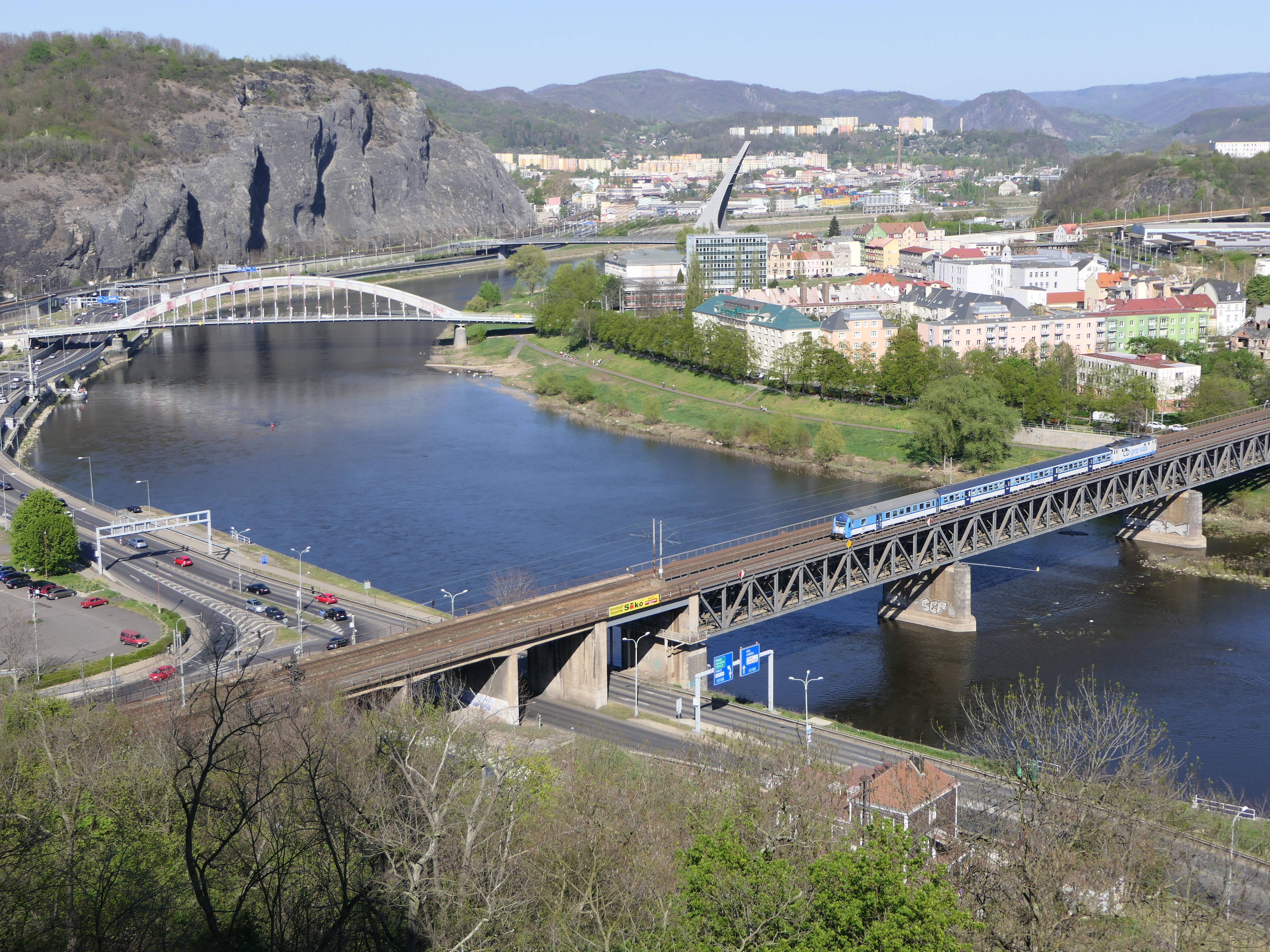
most železniční, E. Beneše a Mariánský, celkový pohled
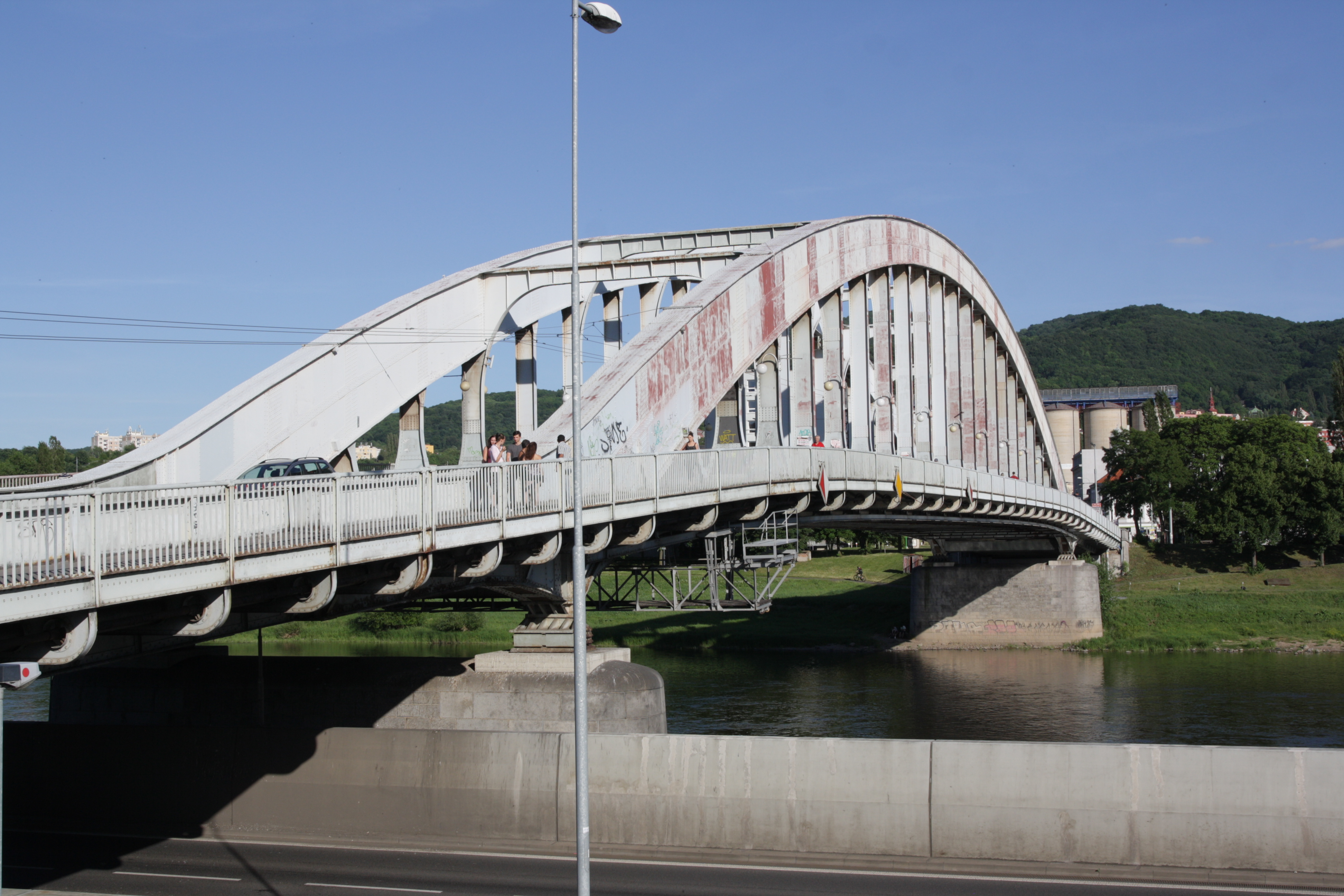
pohled z levého břehu
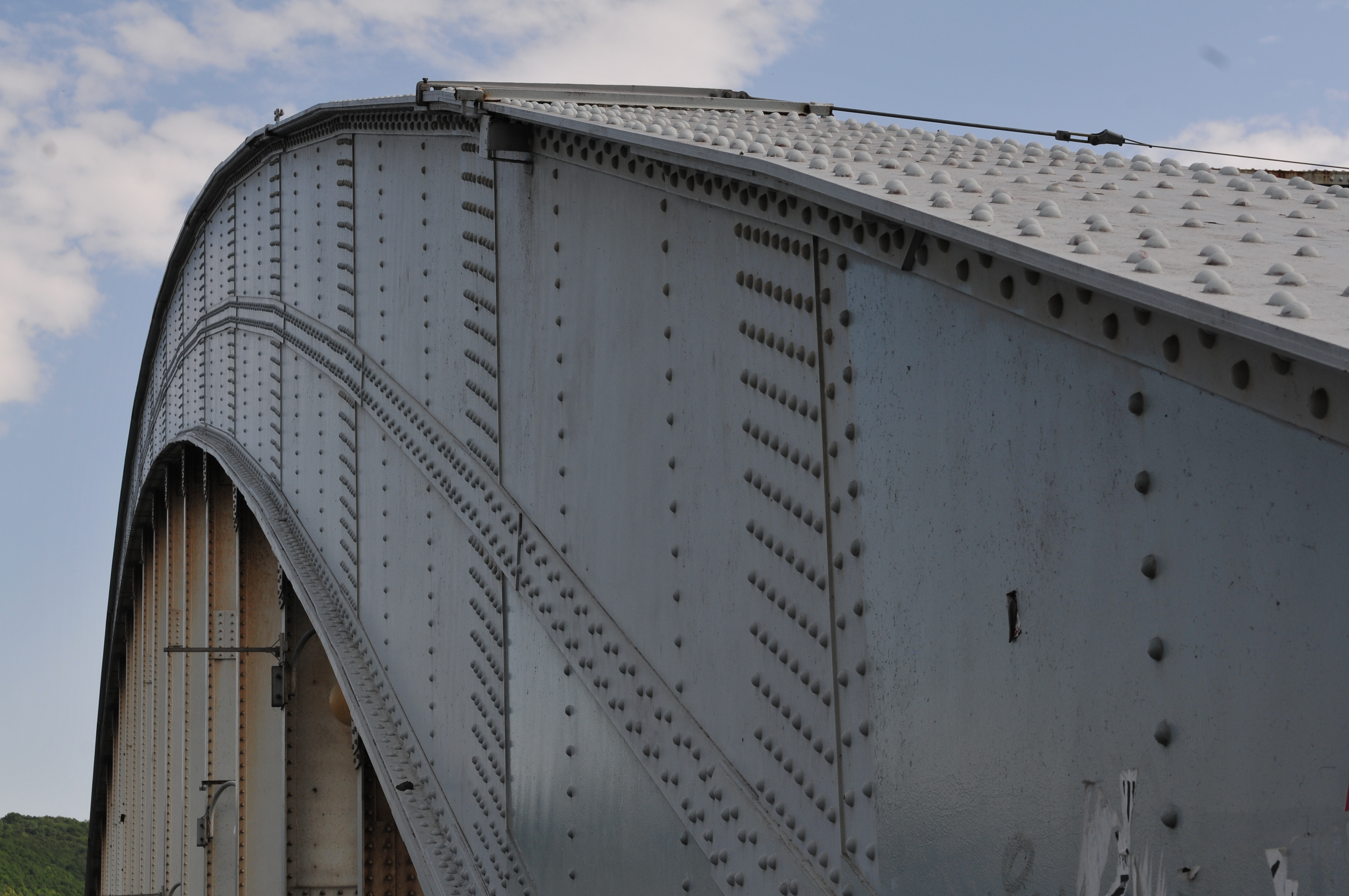
Detail ocelové konstrukce
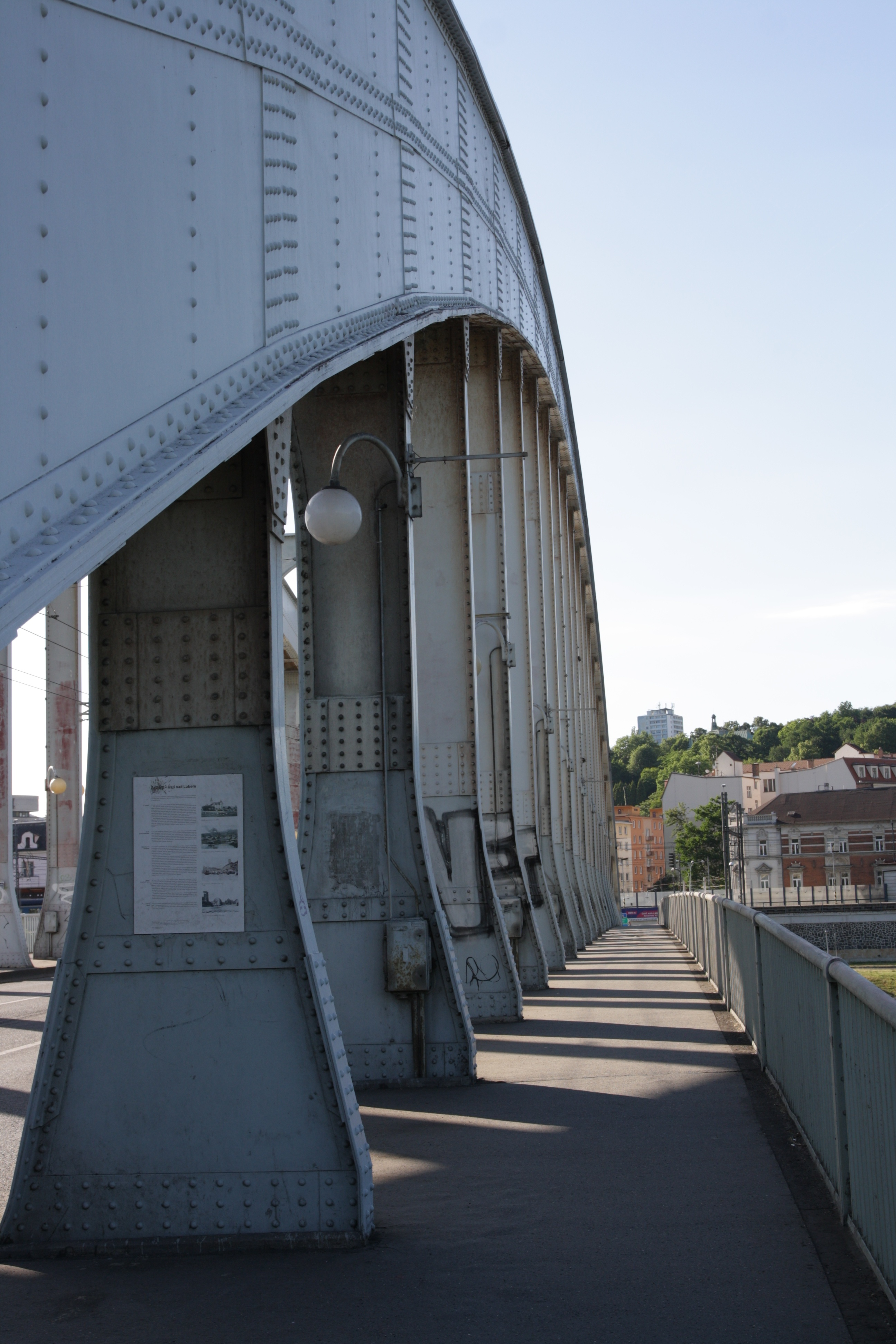
severní lávka pro pěší
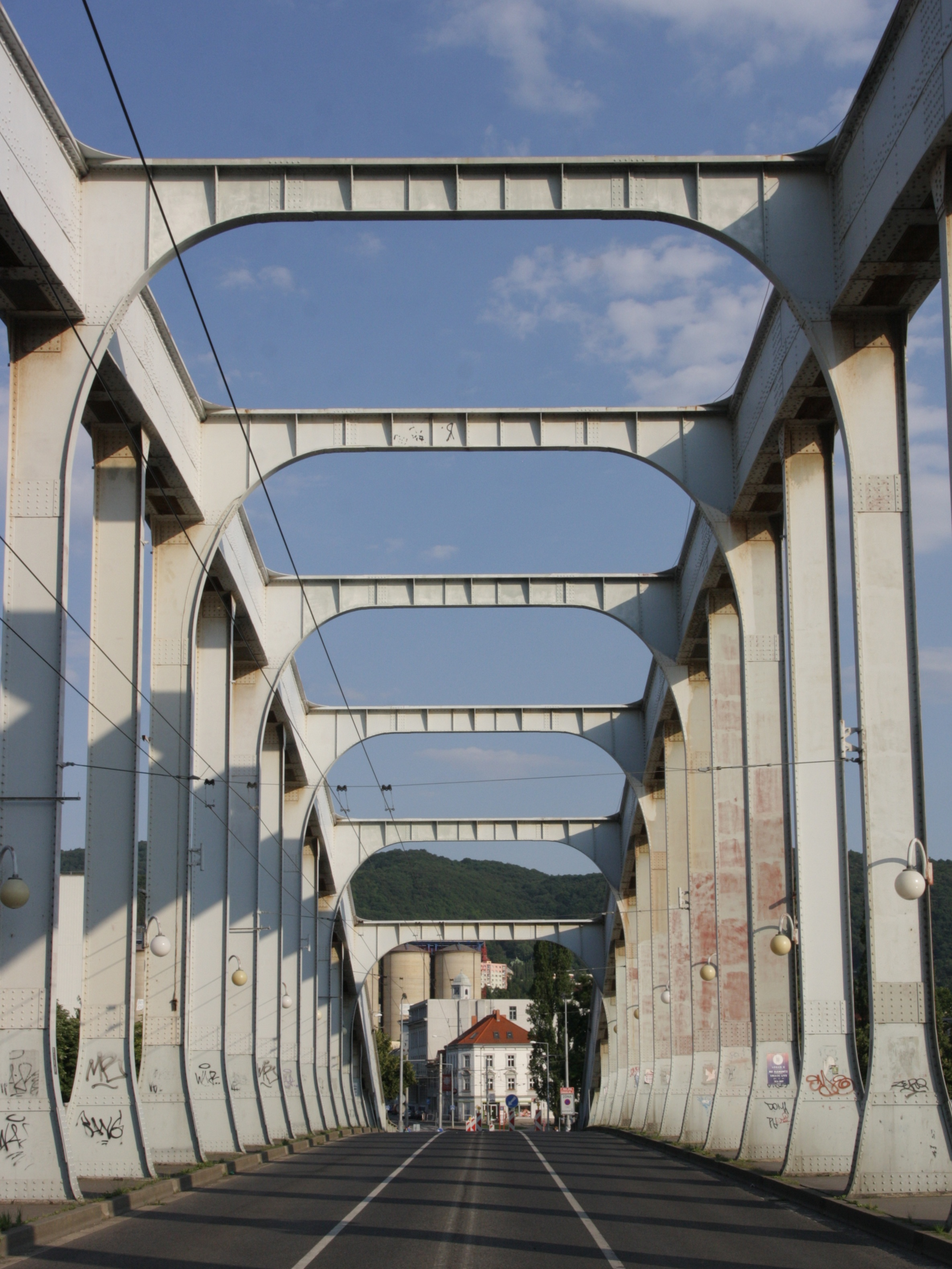
mostovka, pohled ke Střekovu
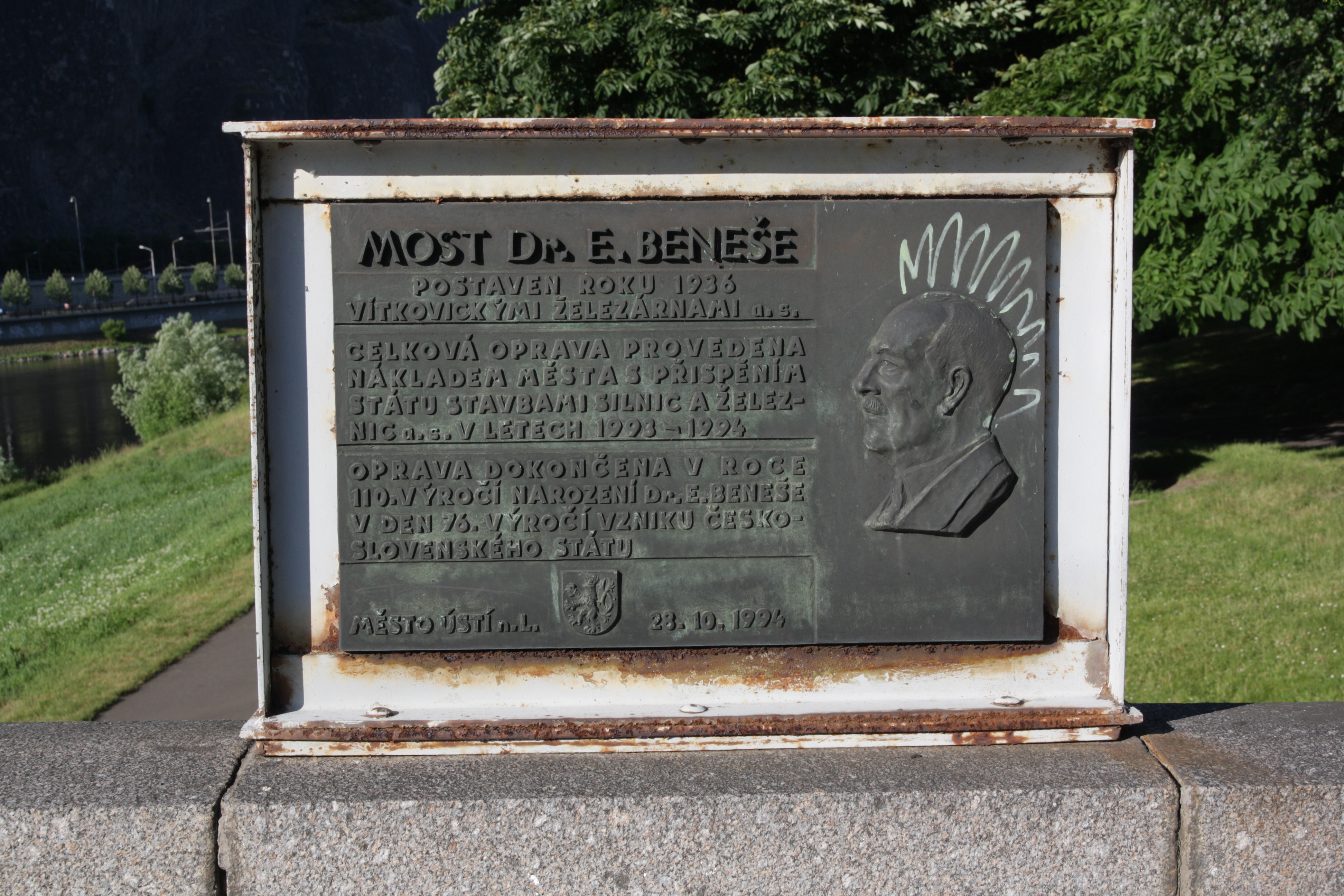
pamětní deska rekonstrukce z roku 1994
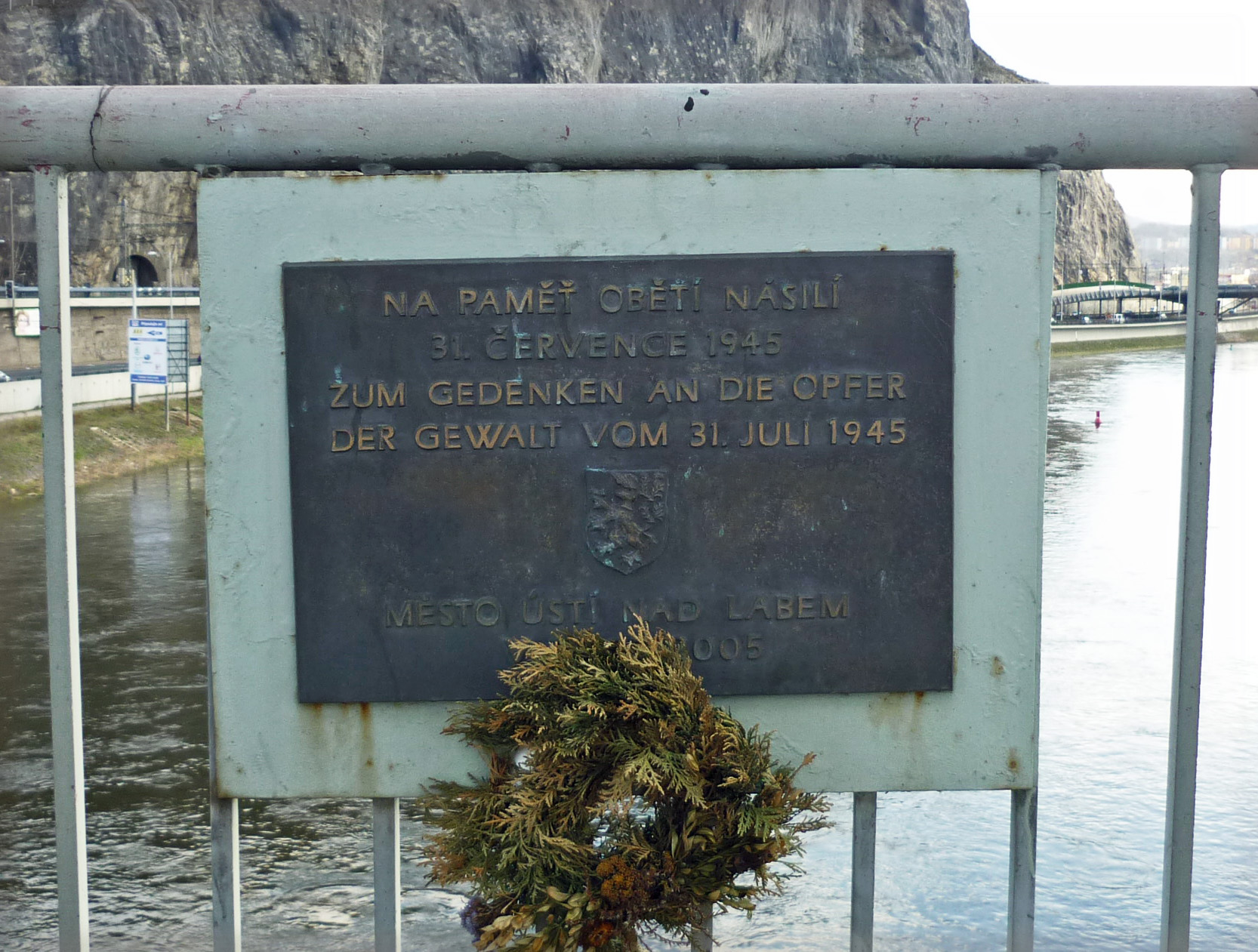
pamětní deska masakru 31. července 1945